# TouchFLO
TouchFLO è un'interfaccia utente di HTC. Fatta per l'utilizzo delle dita sullo schermo per accedere agli obiettivi comuni.
È stata usata in questi telefoni cellulari:
- HTC Touch
- HTC Touch Dual
- HTC Touch Cruise
- CECT I9+ touch screen